# Sedam darova Duha Svetoga
Prema nauku Katoličke Crkve, Sedam darova Duha Svetoga jesu:
1. Mudrost (sapientia),
2. razum (intellectus),
3. savjet (consillium),
4. jakost (fortitudinus),
5. znanje (scientia),
6. pobožnost (pieta) te
7. strah Božji (timor Domini).

To su darovi Duha Svetoga koje podaruje svakome kršćaninu, osobito sakramentom svete potvrde (krizme).

## Prikazi
- Mudrost (Spiritus sapientiae)
- Razum (Spiritus intellectus)
- Savjet (Spiritus consilii)
- Jakost (Spiritus fortitudinis)
- Znanje (Spiritus scientiae)
- Pobožnost (Spiritus pietatis)
- Strah Božji (Spiritus timoris Domini)

## Vanjske poveznice
|  | Zajednički poslužitelj ima još gradiva o temi Sedam darova Duha Svetoga |